# Pelexia collocaliae
Pelexia collocaliae là một loài thực vật có hoa trong họ Lan. Loài này được Szlach. mô tả khoa học đầu tiên năm 1995.